# دانشگاه دولتی صنعت نفت آذربایجان
دانشگاه دولتی صنعت نفت آذربایجان (آذربایجانی: Azərbaycan Azərbaycan Dövlət Neft və Sənaye Universiteti) یک دانشگاه دولتی و قدیمی که در سال ۱۹۲۰ میلادی پس از تعطیلی دانشگاه پلی‌تکنیک باکو در شهر باکو تأسیس شده‌است.

## دانشکده‌ها
آکادمی دولتی نفت آذربایجان دارای ۷ دانشکده تخصصی در زمینه نفت و گاز و مهندسی می‌باشد:
- اکتشاف زمین‌شناسی و اکتشافات معدنی
- گاز، نفت و معدن
- فناوری شیمی
- مکانیک نفت
- مهندسی برق
- اتوماسیون فرایندهای صنعتی
- روابط بین‌المللی اقتصادی و مدیریت

## دانش‌آموختگان سرشناس
- حیدر علی‌اف
- واحد علی‌اکبروف

## حوادث

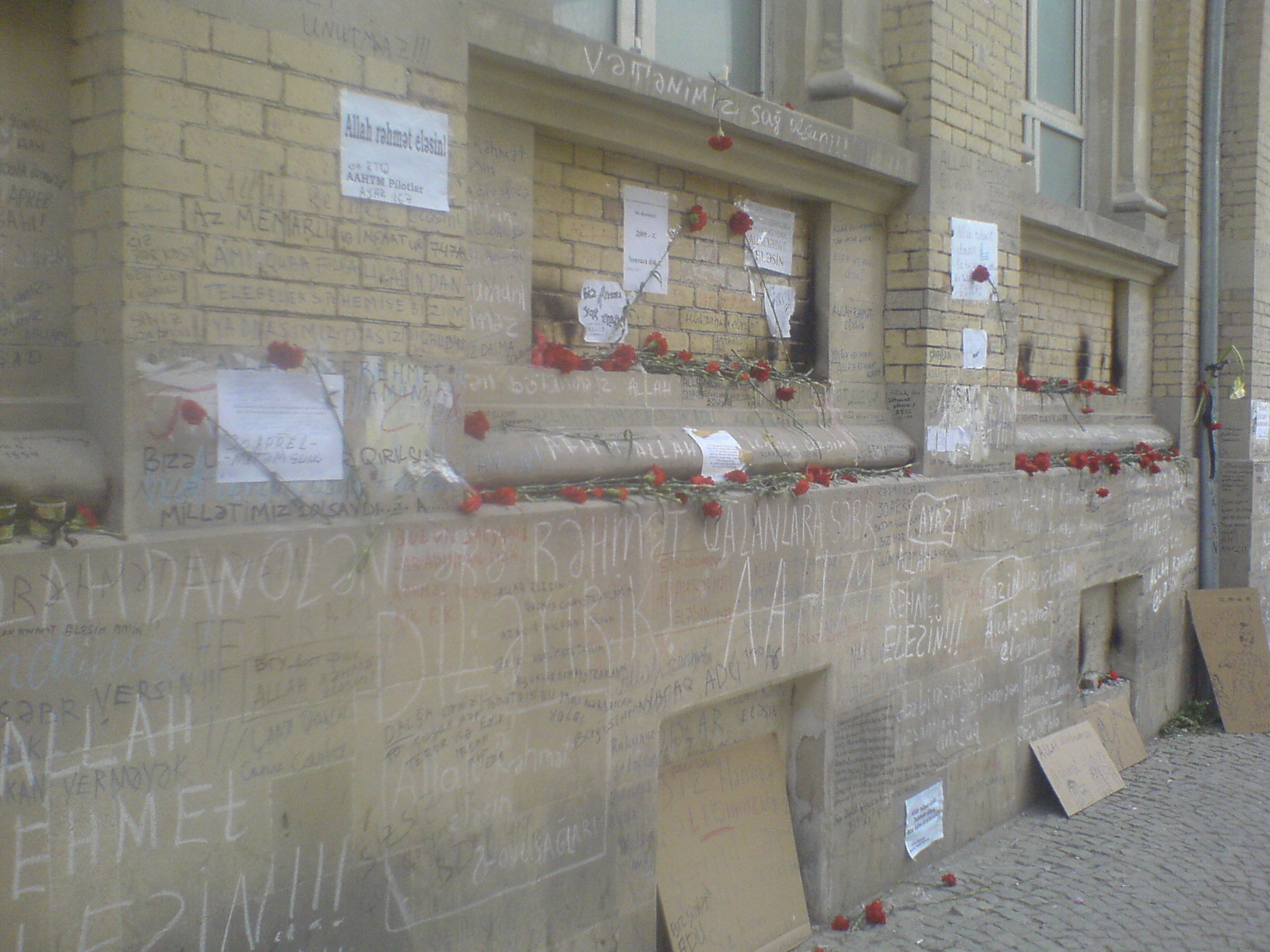
محل قتل، مقتولین حاثه تیراندازی آکادمی نفت آذربایجان

در تاریخ ۳۰ آوریل ۲۰۰۹، در یک تیراندازی در محیط دانشگاه ۱۳ نفر در آکادمی کشته شدند؛ قاتل این کشتار قدیروف یک آذریایجانی شهروند گرجستان بود.

## روابط خارجی
آکادمی نفت آذربایجان در زمینه توسعه روابط بین‌المللی با دانشگاه‌های مختلفی تظیر دانشگاه تبریز قرارداد همکاری انعقاد کرده‌است.